# Copa do Brasil 2021
Der Copa do Brasil 2021, offiziell Copa Intelbras do Brasil, war die 33. Austragung des nationalen Fußball-Pokal-Wettbewerbs in Brasilien. Die Copa wurde vom Brasilianischen Sportverband, dem CBF, ausgerichtet. Der Pokalsieger qualifiziert sich für die Supercopa do Brasil und für die Copa Libertadores 2022.
Aufgrund der von CONMEBOL durchgeführten Formatänderungen der Copa Sudamericana für die Ausgabe 2021 musste CBF nicht nur die Termine, sondern auch das Austragungsformat ändern. Die Anzahl der teilnehmenden Teams stieg von 91 auf 92 steigen. Es gab sieben statt acht Phasen. Die zwölf Teams, welche im Vorjahr direkt für das Achtelfinale qualifiziert gewesen wären, mussten nunmehr bereits in der dritten Runde antreten. Dieses waren die Teilnehmer an der Copa Libertadores und die Sieger der nationalen Wettbewerbe: Copa Verde, Copa do Nordeste und der Serie B.

## Teilnehmer
Das Teilnehmerfeld bestand aus:

### Teilnehmer Staatsmeisterschaften
70 Teilnehmer kamen aus den Fußballmeisterschaften der Bundesstaaten von Brasilien oder deren Pokalwettbewerben.
| Bundesstaat         | Klub                    | Qualifizierung                 | Ergebnis     |
| ------------------- | ----------------------- | ------------------------------ | ------------ |
| Acre                | Galvez EC               | Staatsmeister 2020             | 1. Runde     |
| Acre                | Atlético Acreano        | Vize-Staatsmeister 2020        | 1. Runde     |
| Alagoas             | Clube de Regatas Brasil | Staatsmeister 2020             | Achtelfinale |
| Alagoas             | CS Alagoano             | Vize-Staatsmeister 2020        | 2. Runde     |
| Alagoas             | Murici FC               | 3. Staatsmeister 2020          | 1. Runde     |
| Amapá               | Ypiranga Clube (Macapá) | Staatsmeister 2020             | 1. Runde     |
| Amazonas            | Manaus FC               | Staatsmeister 2020             | 1. Runde     |
| Amazonas            | Penarol AC              | Vize-Staatsmeister 2020        | 1. Runde     |
| Bahia               | EC Bahia                | Staatsmeister 2020             | Achtelfinale |
| Bahia               | Alagoinhas AC           | Vize-Staatsmeister 2020        | 1. Runde     |
| Bahia               | SD Juazeirense          | 3. Staatsmeister 2020          | Achtelfinale |
| Brasília            | SE Gama                 | Staatsmeister 2020             | 1. Runde     |
| Brasília            | Real Brasília FC        | 3. Staatsmeister 2020          | 1. Runde     |
| Ceará               | Fortaleza EC            | Staatsmeister 2020             | Halbfinale   |
| Ceará               | Guarany SC              | 1. Hinrunde Staatsmeister 2020 | 1. Runde     |
| Ceará               | Ferroviário AC (CE)     | Staatspokal Sieger 2020        | 2. Runde     |
| Espírito Santo      | Rio Branco FC (ES)      | Staatsmeister 2020             | 1. Runde     |
| Espírito Santo      | Rio Branco AC           | Vize-Staatsmeister 2020        | 2. Runde     |
| Goiás               | Atlético Goianiense     | Staatsmeister 2020             | Achtelfinale |
| Goiás               | Goianésia EC            | Vize-Staatsmeister 2020        | 1. Runde     |
| Goiás               | Jaraguá EC              | 3. Staatsmeister 2020          | 1. Runde     |
| Maranhão            | Sampaio Corrêa FC       | Staatsmeister 2020             | 1. Runde     |
| Maranhão            | Moto Club de São Luís   | Vize-Staatsmeister 2020        | 1. Runde     |
| Maranhão            | SE Juventude            | 3. Staatsmeister 2020          | 1. Runde     |
| Mato Grosso         | Nova Mutum EC           | Staatsmeister 2020             | 1. Runde     |
| Mato Grosso         | União EC                | Vize-Staatsmeister 2020        | 1. Runde     |
| Mato Grosso         | Luverdense EC           | 3. Staatsmeister 2020          | 2. Runde     |
| Mato Grosso do Sul  | EC Águia Negra          | Staatsmeister 2020             | 1. Runde     |
| Minas Gerais        | Tombense FC             | Vize-Staatsmeister 2020        | 2. Runde     |
| Minas Gerais        | América Mineiro         | 3. Staatsmeister 2020          | 3. Runde     |
| Minas Gerais        | AA Caldense             | 4. Staatsmeister 2020          | 1. Runde     |
| Minas Gerais        | Uberlândia EC           | Troféu Inconfidência 2020      | 1. Runde     |
| Pará                | Paysandu SC             | Staatsmeister 2020             | 2. Runde     |
| Pará                | Clube do Remo           | Vize-Staatsmeister 2020        | 3. Runde     |
| Pará                | Castanhal EC            | 3. Staatsmeister 2020          | 1. Runde     |
| Paraíba             | FC Treze                | Staatsmeister 2020             | 1. Runde     |
| Paraíba             | Campinense Clube        | Vize-Staatsmeister 2020        | 1. Runde     |
| Paraná              | Coritiba FC             | Vize-Staatsmeister 2020        | 3. Runde     |
| Paraná              | FC Cascavel             | 3. Staatsmeister 2020          | 2. Runde     |
| Paraná              | Cianorte FC             | 4. Staatsmeister 2020          | 3. Runde     |
| Paraná              | Operário Ferroviário EC | 5. Staatsmeister 2020          | 2. Runde     |
| Pernambuco          | Salgueiro AC            | Staatsmeister 2020             | 1. Runde     |
| Pernambuco          | Santa Cruz FC           | Vize-Staatsmeister 2020        | 2. Runde     |
| Pernambuco          | Retrô FC Brasil         | 3. Staatsmeister 2020          | 2. Runde     |
| Piauí               | 4 de Julho EC           | Staatsmeister 2020             | 3. Runde     |
| Piauí               | SE Picos                | Vize-Staatsmeister 2020        | 2. Runde     |
| Rio de Janeiro      | Botafogo FR             | 5. Staatsmeister 2020          | 2. Runde     |
| Rio de Janeiro      | CR Vasco da Gama        | 7. Staatsmeister 2020          | Achtelfinale |
| Rio de Janeiro      | Volta Redonda FC        | Taça Independência 2020 Sieger | 2. Runde     |
| Rio de Janeiro      | Boavista SC             | Torneio Extra 2020 Sieger      | 3. Runde     |
| Rio de Janeiro      | Madureira EC            | Torneio Extra 2020 Zweiter     | 1. Runde     |
| Rio Grande do Norte | ABC Natal               | Staatsmeister 2020             | Achtelfinale |
| Rio Grande do Norte | América FC (RN)         | Vize-Staatsmeister 2020        | 2. Runde     |
| Rio Grande do Sul   | SER Caxias do Sul       | Vize-Staatsmeister 2020        | 1. Runde     |
| Rio Grande do Sul   | CE Bento Gonçalves      | 4. Staatsmeister 2020          | 1. Runde     |
| Rio Grande do Sul   | Ypiranga FC (Erechim)   | 5. Staatsmeister 2020          | 2. Runde     |
| Rio Grande do Sul   | FC Santa Cruz (RS)      | Sieger Staatspokal 2020        | 1. Runde     |
| Rondônia            | Porto Velho EC          | Staatsmeister 2020             | 1. Runde     |
| Roraima             | São Raimundo EC (RR)    | Staatsmeister 2020             | 1. Runde     |
| Santa Catarina      | Brusque FC              | Vize-Staatsmeister 2020        | 1. Runde     |
| Santa Catarina      | Criciúma EC             | 3. Staatsmeister 2020          | Achtelfinale |
| Santa Catarina      | Joinville EC            | Staatspokal Sieger 2020        | 2. Runde     |
| São Paulo           | SC Corinthians          | Vize-Staatsmeister 2020        | 3. Runde     |
| São Paulo           | Mirassol FC             | 3. Staatsmeister 2020          | 1. Runde     |
| São Paulo           | AA Ponte Preta          | 4. Staatsmeister 2020          | 2. Runde     |
| São Paulo           | Red Bull Bragantino     | Troféu do Interior de 2020     | 3. Runde     |
| São Paulo           | Marília AC              | 2. Staatspokal 2020            | 1. Runde     |
| Sergipe             | AD Confiança            | Staatsmeister 2020             | 1. Runde     |
| Sergipe             | CS Sergipe              | Vize-Staatsmeister 2020        | 1. Runde     |
| Tocantins           | Palmas FR               | Staatsmeister 2020             | 1. Runde     |

### Teilnehmer CBF Ranking
10 Klubs ergaben aus dem CBF Ranking, welche nach den vorgenannten Teilnehmern noch nicht qualifiziert waren. Dieses waren:
| Bundesstaat | Klub           | Platz | Punkte | Ergebnis     |
| ----------- | -------------- | ----- | ------ | ------------ |
| MG          | Cruzeiro EC    | 10.   | 11.768 | 3. Runde     |
| BA          | Sport Recife   | 20.   | 7.043  | 1. Runde     |
| GO          | Goiás EC       | 21.   | 7.027  | 1. Runde     |
| BA          | EC Vitória     | 23.   | 6.114  | Achtelfinale |
| SC          | Avaí FC        | 26.   | 5.819  | 3. Runde     |
| RS          | EC Juventude   | 27.   | 5.725  | 2. Runde     |
| MT          | Cuiabá EC      | 28.   | 5.679  | 2. Runde     |
| PR          | Paraná Clube   | 29.   | 5.175  | 1. Runde     |
| SC          | Figueirense FC | 32.   | 4.350  | 1. Runde     |
| GO          | Vila Nova FC   | 34.   | 4.177  | 3. Runde     |

### Direkte Qualifikanten für die dritte Runde
Weitere 12 Klubs treten ab der dritten Runde dem Wettbewerb bei. Dieses sind die Teilnehmer an der Copa Libertadores 2021 sowie der Titelverteidiger und die Sieger der Copa do Nordeste und Copa Verde.
| Bundesstaat | Klub                 | Berechtigung           | Ergebnis      |
| ----------- | -------------------- | ---------------------- | ------------- |
| SP          | SE Palmeiras         | Copa Libertadores 2020 | 3. Runde      |
| RJ          | CR Flamengo          | 1. Série A 2020        | Halbfinale    |
| RS          | SC Internacional     | 2. Série A 2020        | 3. Runde      |
| MG          | Atlético Mineiro     | 3. Série A 2020        | Sieger        |
| SP          | FC São Paulo         | 4. Série A 2020        | Viertelfinale |
| RJ          | Fluminense FC        | 5. Série A 2020        | Viertelfinale |
| SP          | FC Santos            | 8. Série A 2020        | Viertelfinale |
| RS          | Grêmio FBPA          | Pokal Zweiter 2020     | Viertelfinale |
| CE          | Ceará SC             | Copa do Nordeste 2020  | 3. Runde      |
| DF          | Brasiliense FC       | Copa Verde 2020        | 3. Runde      |
| SC          | Chapecoense          | 1. Série B 2020        | 3. Runde      |
| PR          | Athletico Paranaense | 9. Série A 2020        | 2. Platz      |

## Saisonverlauf
Der Wettbewerb startete am 9. März 2021 in seine Saison und endete am 27. Oktober 2021.
- Spielball: Der Spielball wurde von Nike geliefert. Es handelte sich dabei um den Nike Brasil Flight.[2]

### Termine
Die Terminierung für die einzelnen Phasen des Wettbewerbs wurden vom CBF vor Beginn festgelegt. Am 27. März wurden die Termine für die Paarungen der zweiten Runde bekannt gegeben.
| Runde         | Hinspiele                   | Rückspiele           |
| ------------- | --------------------------- | -------------------- |
| 1. Runde      | 9. bis 27. März 2021        |                      |
| 2. Runde      | 26. März bis 14. April 2021 |                      |
| 3. Runde      | ab 2. Juni 2021             | ab 9. Juni 2021      |
| Achtelfinale  | ab 28. Juli 2021            | ab 4. August 2021    |
| Viertelfinale | ab 25. August 2021          | ab 1. September 2021 |
| Halbfinale    | 8. September 2021           | 15. September 2021   |
| Finale        | 20. Oktober 2021            | 27. Oktober 2021     |

## Modus
Der Modus besteht aus einem K.-o.-System. In den ersten beiden Runden werden keine Rückspiele ausgetragen. Der im CBF Ranking schlechter platzierte Klub bekommt Heimrecht. Der Sieger eines Spiels kommt in die nächste Runde. Bei einem Unentschieden in den ersten Runden, qualifiziert sich automatisch der im Ranking bessere Klub für die nächste Runde. In der zweiten Runde wurde die Entscheidung bei einem Unentschieden im Elfmeterschießen ausgetragen.
Ab der dritten Runde werden die Paarungen wieder mit einem Rückspiel ausgetragen. Bei einem Unentschieden wurde, ohne vorherige Verlängerung, ein Elfmeterschießen ausgetragen. Die Auswärtstorregel entfällt für ganzen Wettbewerb.

## Turnierverlauf

### Gruppenphase

#### Auslosung
Die 80 Teams wurden in acht Gruppen (A bis H) zu jeweils 10 Klubs aufgeteilt. Zur Festlegung der Reihenfolge wurde das Ranking des CBF herangezogen.
| Topf A                   | Topf B              | Topf C                 | Topf D                |
| ------------------------ | ------------------- | ---------------------- | --------------------- |
| SC Corinthians (7)       | RB Bragantino (22)  | Figueirense FC (32)    | Ypiranga (RS) (51)    |
| Cruzeiro EC (10)         | EC Vitória (23)     | Sampaio Corrêa FC (33) | ABC Natal (52)        |
| EC Bahia (11)            | AA Ponte Preta (24) | Vila Nova FC (34)      | Brusque FC (53)       |
| Botafogo FR (13)         | Coritiba FC (25)    | Paysandu SC (35)       | Tombense FC (54)      |
| CR Vasco da Gama (16)    | Avaí FC (26)        | Santa Cruz (PE) (33)   | Volta Redonda FC (55) |
| América Mineiro (17)     | Juventude (RS) (27) | Criciúma EC (42)       | Ferroviário AC (57)   |
| Fortaleza EC (18)        | Cuiabá EC (28)      | Ferroviário EC (43)    | Joinville EC (58)     |
| Atlético Goianiense (19) | Paraná Clube (29)   | AD Confiança (47)      | América FC (59)       |
| Sport Recife (20)        | CS Alagoano (30)    | Luverdense EC (48)     | Atlético Acreano (60) |
| Goiás EC (21)            | CRB (31)            | Clube do Remo (50)     | Manaus FC (63)        |

| Topf E                | Topf F               | Topf G                 | Topf H               |
| --------------------- | -------------------- | ---------------------- | -------------------- |
| Salgueiro AC (64)     | União EC (94)        | Alagoinhas AC (137)    | Santa Cruz (RS) (-)  |
| FC Treze (65)         | Mirassol FC (98)     | Ypiranga (AP) (144)    | Jaraguá EC (-)       |
| Moto Club (67)        | Palmas FR (99)       | Juventude (MA) (150)   | Retrô FC Brasil (-)  |
| Campinense Clube (72) | CS Sergipe (102)     | FC Cascavel (152)      | Nova Mutum EC (-)    |
| São Raimundo EC (79)  | Cianorte FC (107)    | Uberlândia EC (164)    | Castanhal EC (-)     |
| SD Juazeirense (81)   | SE Gama (114)        | Madureira EC (165)     | Penarol AC (-)       |
| SER Caxias (82)       | Murici FC (123)      | 4 de Julho EC (194)    | SE Picos (-)         |
| AA Caldense (84)      | Guarany SC (125)     | Rio Branco AC (230)    | Real Brasília FC (-) |
| Galvez EC (92)        | EC Águia Negra (129) | Marília AC (-)         | Rio Branco FC (-)    |
| Boavista SC (93)      | Goianésia EC (130)   | CE Bento Gonçalves (-) | Porto Velho EC (-)   |

#### Vorrunde
Die 40 Paarungen wurden am 12. Dezember 2020 ausgelost. Es wurden 10 Gruppen zu je acht Klubs gebildet, welche die ersten zwei Runden untereinander ausspielen. Die Zahlen in Klammern geben nochmals den Platz im CBF Ranking an. Die schlechter platzierten Klubs im Ranking haben Heimrecht. Bei einem Unentschieden qualifiziert sich automatisch der im Ranking bessere Klub für die zweite Runde.

#### Gruppe 1
In der ersten Runde haben die im CBF Ranking schlechter platzierten Klubs Heimrecht. Ab der zweiten Runde sind die Mannschaften mit Heimrecht in Kursiv geschrieben. Fehlt die kursive Markierung, so hat der Sieger Heimrecht. Die Paarungssieger in Fett. Wird die Entscheidung in der zweiten Runde im Elfmeterschießen ausgetragen, so ist das Ergebnis in Klammern hinter dem eigentlichen Spielergebnis eingetragen.
|  | 1. Runde | 1. Runde        | 1. Runde       |       |                | 2. Runde        | 2. Runde | 2. Runde |
|  |          |                 |                |       |                |                 |          |          |
|  | 65       | FC Treze        | 0              |       |                |                 |          |          |
|  | 17       | América Mineiro | 1              |       |                |                 |          |          |
|  | 17       | América Mineiro | 1              |       | 17             | América Mineiro | 1 (3)    |          |
|  |          |                 |                |       | 17             | América Mineiro | 1 (3)    |          |
|  |          | 57              | Ferroviário AC | 1 (2) |                |                 |          |          |
|  | -        | 57              | Ferroviário AC | 1 (2) | Porto Velho EC | 0               |          |          |
|  | -        |                 |                |       | Porto Velho EC | 0               |          |          |
|  | 57       | Ferroviário AC  | 1              |       |                |                 |          |          |
|  | 57       | Ferroviário AC  | 1              |       |                |                 |          |          |
|  |          |                 |                |       |                |                 |          |          |
|  | 102      | CS Sergipe      | 0              |       |                |                 |          |          |
|  | 102      | CS Sergipe      | 0              |       |                |                 |          |          |
|  | 28       | Cuiabá EC       | 0              |       |                |                 |          |          |
|  | 28       | Cuiabá EC       | 0              | 28    | Cuiabá EC      | 0 (4)           |          |          |
|  |          |                 |                | 28    | Cuiabá EC      | 0 (4)           |          |          |
|  |          | 194             | 4 de Julho EC  | 0 (5) |                |                 |          |          |
|  | 194      | 194             | 4 de Julho EC  | 0 (5) | 4 de Julho EC  | 1               |          |          |
|  | 194      |                 |                |       |                | 1               |          |          |
|  | 47       | AD Confiança    | 0              |       |                |                 |          |          |

#### Gruppe 2
In der ersten Runde haben die im CBF Ranking schlechter platzierten Klubs Heimrecht. Ab der zweiten Runde sind die Mannschaften mit Heimrecht in Kursiv geschrieben. Fehlt die kursive Markierung, so hat der Sieger Heimrecht. Die Paarungssieger in Fett. Wird die Entscheidung in der zweiten Runde im Elfmeterschießen ausgetragen, so ist das Ergebnis in Klammern hinter dem eigentlichen Spielergebnis eingetragen.
|  | 1. Runde | 1. Runde      | 1. Runde      |       |                    | 2. Runde    | 2. Runde | 2. Runde |
|  |          |               |               |       |                    |             |          |          |
|  | 67       | Moto Club     | 0             |       |                    |             |          |          |
|  | 13       | Botafogo FR   | 5             |       |                    |             |          |          |
|  | 13       | Botafogo FR   | 5             |       | 13                 | Botafogo FR | 1 (1)    |          |
|  |          |               |               |       | 13                 | Botafogo FR | 1 (1)    |          |
|  |          | 52            | ABC Natal     | 1 (4) |                    |             |          |          |
|  | -        | 52            | ABC Natal     | 1 (4) | Rio Branco FC      | 1           |          |          |
|  | -        |               |               |       | Rio Branco FC      | 1           |          |          |
|  | 52       | ABC Natal     | 1             |       |                    |             |          |          |
|  | 52       | ABC Natal     | 1             |       |                    |             |          |          |
|  |          |               |               |       |                    |             |          |          |
|  | 125      | Guarany SC    | 1             |       |                    |             |          |          |
|  | 125      | Guarany SC    | 1             |       |                    |             |          |          |
|  | 30       | CS Alagoano   | 5             |       |                    |             |          |          |
|  | 30       | CS Alagoano   | 5             | 30    | CS Alagoano        | 1 (5)       |          |          |
|  |          |               |               | 30    | CS Alagoano        | 1 (5)       |          |          |
|  |          | 50            | Clube do Remo | 1 (6) |                    |             |          |          |
|  | -        | 50            | Clube do Remo | 1 (6) | CE Bento Gonçalves | 0           |          |          |
|  | -        |               |               |       |                    | 0           |          |          |
|  | 50       | Clube do Remo | 2             |       |                    |             |          |          |

#### Gruppe 3
In der ersten Runde haben die im CBF Ranking schlechter platzierten Klubs Heimrecht. Ab der zweiten Runde sind die Mannschaften mit Heimrecht in Kursiv geschrieben. Fehlt die kursive Markierung, so hat der Sieger Heimrecht. Die Paarungssieger in Fett. Wird die Entscheidung in der zweiten Runde im Elfmeterschießen ausgetragen, so ist das Ergebnis in Klammern hinter dem eigentlichen Spielergebnis eingetragen.
|  | 1. Runde | 1. Runde         | 1. Runde    |       |                | 2. Runde | 2. Runde | 2. Runde |
|  |          |                  |             |       |                |          |          |          |
|  | 72       | Campinense Clube | 1           |       |                |          |          |          |
|  | 11       | EC Bahia         | 7           |       |                |          |          |          |
|  | 11       | EC Bahia         | 7           |       | 11             | EC Bahia | 4        |          |
|  |          |                  |             |       | 11             | EC Bahia | 4        |          |
|  |          | 63               | Manaus FC   | 1     |                |          |          |          |
|  | -        | 63               | Manaus FC   | 1     | Jaraguá EC     | 1        |          |          |
|  | -        |                  |             |       | Jaraguá EC     | 1        |          |          |
|  | 63       | Manaus FC        | 4           |       |                |          |          |          |
|  | 63       | Manaus FC        | 4           |       |                |          |          |          |
|  |          |                  |             |       |                |          |          |          |
|  | 114      | SE Gama          | 1           |       |                |          |          |          |
|  | 114      | SE Gama          | 1           |       |                |          |          |          |
|  | 24       | AA Ponte Preta   | 2           |       |                |          |          |          |
|  | 24       | AA Ponte Preta   | 2           | 24    | AA Ponte Preta | 1 (4)    |          |          |
|  |          |                  |             | 24    | AA Ponte Preta | 1 (4)    |          |          |
|  |          | 42               | Criciúma EC | 1 (5) |                |          |          |          |
|  | -        | 42               | Criciúma EC | 1 (5) | Marília AC     | 0        |          |          |
|  | -        |                  |             |       |                | 0        |          |          |
|  | 42       | Criciúma EC      | 0           |       |                |          |          |          |

#### Gruppe 4
In der ersten Runde haben die im CBF Ranking schlechter platzierten Klubs Heimrecht. Ab der zweiten Runde sind die Mannschaften mit Heimrecht in Kursiv geschrieben. Fehlt die kursive Markierung, so hat der Sieger Heimrecht. Die Paarungssieger in Fett. Wird die Entscheidung in der zweiten Runde im Elfmeterschießen ausgetragen, so ist das Ergebnis in Klammern hinter dem eigentlichen Spielergebnis eingetragen.
|  | 1. Runde | 1. Runde         | 1. Runde    |    |             | 2. Runde    | 2. Runde | 2. Runde |
|  |          |                  |             |    |             |             |          |          |
|  | 93       | Boavista SC      | 3           |    |             |             |          |          |
|  | 21       | Goiás EC         | 1           |    |             |             |          |          |
|  | 21       | Goiás EC         | 1           |    | 93          | Boavista SC | 1        |          |
|  |          |                  |             |    | 93          | Boavista SC | 1        |          |
|  |          | -                | SE Picos    | 0  |             |             |          |          |
|  | -        | -                | SE Picos    | 0  | SE Picos    | 1           |          |          |
|  | -        |                  |             |    | SE Picos    | 1           |          |          |
|  | 60       | Atlético Acreano | 0           |    |             |             |          |          |
|  | 60       | Atlético Acreano | 0           |    |             |             |          |          |
|  |          |                  |             |    |             |             |          |          |
|  | 99       | Palmas FR        | 0           |    |             |             |          |          |
|  | 99       | Palmas FR        | 0           |    |             |             |          |          |
|  | 26       | Avaí FC          | 1           |    |             |             |          |          |
|  | 26       | Avaí FC          | 1           | 26 | Avaí FC     | 2           |          |          |
|  |          |                  |             | 26 | Avaí FC     | 2           |          |          |
|  |          | 152              | FC Cascavel | 0  |             |             |          |          |
|  | 152      | 152              | FC Cascavel | 0  | FC Cascavel | 2           |          |          |
|  | 152      |                  |             |    |             | 2           |          |          |
|  | 32       | Figueirense FC   | 1           |    |             |             |          |          |

#### Gruppe 5
In der ersten Runde haben die im CBF Ranking schlechter platzierten Klubs Heimrecht. Ab der zweiten Runde sind die Mannschaften mit Heimrecht in Kursiv geschrieben. Fehlt die kursive Markierung, so hat der Sieger Heimrecht. Die Paarungssieger in Fett. Wird die Entscheidung in der zweiten Runde im Elfmeterschießen ausgetragen, so ist das Ergebnis in Klammern hinter dem eigentlichen Spielergebnis eingetragen.
|  | 1. Runde | 1. Runde         | 1. Runde         |       |                | 2. Runde       | 2. Runde | 2. Runde |
|  |          |                  |                  |       |                |                |          |          |
|  | 81       | SD Juazeirense   | 3                |       |                |                |          |          |
|  | 20       | Sport Recife     | 2                |       |                |                |          |          |
|  | 20       | Sport Recife     | 2                |       | 81             | SD Juazeirense | 3 (4)    |          |
|  |          |                  |                  |       | 81             | SD Juazeirense | 3 (4)    |          |
|  |          | 55               | Volta Redonda FC | 3 (2) |                |                |          |          |
|  | -        | 55               | Volta Redonda FC | 3 (2) | Castanhal EC   | 0              |          |          |
|  | -        |                  |                  |       | Castanhal EC   | 0              |          |          |
|  | 55       | Volta Redonda FC | 3                |       |                |                |          |          |
|  | 55       | Volta Redonda FC | 3                |       |                |                |          |          |
|  |          |                  |                  |       |                |                |          |          |
|  | 123      | Murici FC        | 0                |       |                |                |          |          |
|  | 123      | Murici FC        | 0                |       |                |                |          |          |
|  | 27       | Juventude (RS)   | 3                |       |                |                |          |          |
|  | 27       | Juventude (RS)   | 3                | 27    | Juventude (RS) | 1 (3)          |          |          |
|  |          |                  |                  | 27    | Juventude (RS) | 1 (3)          |          |          |
|  |          | 34               | Vila Nova FC     | 1 (4) |                |                |          |          |
|  | 137      | 34               | Vila Nova FC     | 1 (4) | Alagoinhas AC  | 0              |          |          |
|  | 137      |                  |                  |       |                | 0              |          |          |
|  | 34       | Vila Nova FC     | 3                |       |                |                |          |          |

Anmerkung: Im Spiel zwischen Juazeirense und Sport Recife kam es zu Ausfällen der Platzbeleuchtung. Der Schiedsrichter unterbrach daraufhin die Partie ungefähr eine Stunde. Nach dieser Zeit hätte er die Partie wieder anpfeifen oder abbrechen müssen. Er entschied sich die Begegnung ohne Beleuchtung fortzusetzen. Die Mannschaft von Sport Recife verweigert dieses. Daraufhin wurde die Partie abgebrochen. Der Verband weist auf seiner Seite Juazeirense als Sieger der Partie aus.

#### Gruppe 6
In der ersten Runde haben die im CBF Ranking schlechter platzierten Klubs Heimrecht. Ab der zweiten Runde sind die Mannschaften mit Heimrecht in Kursiv geschrieben. Fehlt die kursive Markierung, so hat der Sieger Heimrecht. Die Paarungssieger in Fett. Wird die Entscheidung in der zweiten Runde im Elfmeterschießen ausgetragen, so ist das Ergebnis in Klammern hinter dem eigentlichen Spielergebnis eingetragen.
|  | 1. Runde | 1. Runde            | 1. Runde      |    |                 | 2. Runde            | 2. Runde | 2. Runde |
|  |          |                     |               |    |                 |                     |          |          |
|  | 92       | Galvez EC           | 1             |    |                 |                     |          |          |
|  | 19       | Atlético Goianiense | 3             |    |                 |                     |          |          |
|  | 19       | Atlético Goianiense | 3             |    | 19              | Atlético Goianiense | 2        |          |
|  |          |                     |               |    | 19              | Atlético Goianiense | 2        |          |
|  |          | 58                  | Joinville EC  | 0  |                 |                     |          |          |
|  | -        | 58                  | Joinville EC  | 0  | Santa Cruz (RS) | 0                   |          |          |
|  | -        |                     |               |    | Santa Cruz (RS) | 0                   |          |          |
|  | 58       | Joinville EC        | 0             |    |                 |                     |          |          |
|  | 58       | Joinville EC        | 0             |    |                 |                     |          |          |
|  |          |                     |               |    |                 |                     |          |          |
|  | 129      | EC Águia Negra      | 0             |    |                 |                     |          |          |
|  | 129      | EC Águia Negra      | 0             |    |                 |                     |          |          |
|  | 23       | EC Vitória          | 1             |    |                 |                     |          |          |
|  | 23       | EC Vitória          | 1             | 23 | EC Vitória      | 2                   |          |          |
|  |          |                     |               | 23 | EC Vitória      | 2                   |          |          |
|  |          | 230                 | Rio Branco AC | 0  |                 |                     |          |          |
|  | 230      | 230                 | Rio Branco AC | 0  | Rio Branco AC   | 2                   |          |          |
|  | 230      |                     |               |    |                 | 2                   |          |          |
|  | 33       | Sampaio Corrêa FC   | 1             |    |                 |                     |          |          |

#### Gruppe 7
In der ersten Runde haben die im CBF Ranking schlechter platzierten Klubs Heimrecht. Ab der zweiten Runde sind die Mannschaften mit Heimrecht in Kursiv geschrieben. Fehlt die kursive Markierung, so hat der Sieger Heimrecht. Die Paarungssieger in Fett. Wird die Entscheidung in der zweiten Runde im Elfmeterschießen ausgetragen, so ist das Ergebnis in Klammern hinter dem eigentlichen Spielergebnis eingetragen.
|  | 1. Runde | 1. Runde       | 1. Runde    |       |              | 2. Runde       | 2. Runde | 2. Runde |
|  |          |                |             |       |              |                |          |          |
|  | 64       | Salgueiro AC   | 0           |       |              |                |          |          |
|  | 7        | SC Corinthians | 3           |       |              |                |          |          |
|  | 7        | SC Corinthians | 3           |       | 7            | SC Corinthians | 1 (5)    |          |
|  |          |                |             |       | 7            | SC Corinthians | 1 (5)    |          |
|  |          | -              | Retrô FC    | 1 (3) |              |                |          |          |
|  | -        | -              | Retrô FC    | 1 (3) | Retrô FC     | 1              |          |          |
|  | -        |                |             |       | Retrô FC     | 1              |          |          |
|  | 53       | Brusque FC     | 0           |       |              |                |          |          |
|  | 53       | Brusque FC     | 0           |       |              |                |          |          |
|  |          |                |             |       |              |                |          |          |
|  | 130      | Goianésia EC   | 2           |       |              |                |          |          |
|  | 130      | Goianésia EC   | 2           |       |              |                |          |          |
|  | 31       | CRB            | 3           |       |              |                |          |          |
|  | 31       | CRB            | 3           | 31    | CRB          | 2              |          |          |
|  |          |                |             | 31    | CRB          | 2              |          |          |
|  |          | 35             | Paysandu SC | 1     |              |                |          |          |
|  | 165      | 35             | Paysandu SC | 1     | Madureira EC | 0              |          |          |
|  | 165      |                |             |       |              | 0              |          |          |
|  | 35       | Paysandu SC    | 1           |       |              |                |          |          |

#### Gruppe 8
In der ersten Runde haben die im CBF Ranking schlechter platzierten Klubs Heimrecht. Ab der zweiten Runde sind die Mannschaften mit Heimrecht in Kursiv geschrieben. Fehlt die kursive Markierung, so hat der Sieger Heimrecht. Die Paarungssieger in Fett. Wird die Entscheidung in der zweiten Runde im Elfmeterschießen ausgetragen, so ist das Ergebnis in Klammern hinter dem eigentlichen Spielergebnis eingetragen.
|  | 1. Runde | 1. Runde         | 1. Runde        |     |               | 2. Runde         | 2. Runde | 2. Runde |
|  |          |                  |                 |     |               |                  |          |          |
|  | 84       | AA Caldense      | 1               |     |               |                  |          |          |
|  | 16       | CR Vasco da Gama | 1               |     |               |                  |          |          |
|  | 16       | CR Vasco da Gama | 1               |     | 16            | CR Vasco da Gama | 2        |          |
|  |          |                  |                 |     | 16            | CR Vasco da Gama | 2        |          |
|  |          | 54               | Tombense FC     | 1   |               |                  |          |          |
|  | -        | 54               | Tombense FC     | 1   | Nova Mutum EC | 0                |          |          |
|  | -        |                  |                 |     | Nova Mutum EC | 0                |          |          |
|  | 54       | Tombense FC      | 0               |     |               |                  |          |          |
|  | 54       | Tombense FC      | 0               |     |               |                  |          |          |
|  |          |                  |                 |     |               |                  |          |          |
|  | 107      | Cianorte FC      | 1               |     |               |                  |          |          |
|  | 107      | Cianorte FC      | 1               |     |               |                  |          |          |
|  | 29       | Paraná Clube     | 0               |     |               |                  |          |          |
|  | 29       | Paraná Clube     | 0               | 107 | Cianorte FC   | 1                |          |          |
|  |          |                  |                 | 107 | Cianorte FC   | 1                |          |          |
|  |          | 33               | Santa Cruz (PE) | 0   |               |                  |          |          |
|  | 144      | 33               | Santa Cruz (PE) | 0   | Ypiranga (AP) | 0                |          |          |
|  | 144      |                  |                 |     |               | 0                |          |          |
|  | 33       | Santa Cruz (PE)  | 4               |     |               |                  |          |          |

#### Gruppe 9
In der ersten Runde haben die im CBF Ranking schlechter platzierten Klubs Heimrecht. Ab der zweiten Runde sind die Mannschaften mit Heimrecht in Kursiv geschrieben. Fehlt die kursive Markierung, so hat der Sieger Heimrecht. Die Paarungssieger in Fett. Wird die Entscheidung in der zweiten Runde im Elfmeterschießen ausgetragen, so ist das Ergebnis in Klammern hinter dem eigentlichen Spielergebnis eingetragen.
|  | 1. Runde | 1. Runde      | 1. Runde      |    |               | 2. Runde     | 2. Runde | 2. Runde |
|  |          |               |               |    |               |              |          |          |
|  | 82       | SER Caxias    | 0             |    |               |              |          |          |
|  | 18       | Fortaleza EC  | 1             |    |               |              |          |          |
|  | 18       | Fortaleza EC  | 1             |    | 18            | Fortaleza EC | 1        |          |
|  |          |               |               |    | 18            | Fortaleza EC | 1        |          |
|  |          | 51            | Ypiranga (RS) | 0  |               |              |          |          |
|  | -        | 51            | Ypiranga (RS) | 0  | Penarol AC    | 1            |          |          |
|  | -        |               |               |    | Penarol AC    | 1            |          |          |
|  | 51       | Ypiranga (RS) | 1             |    |               |              |          |          |
|  | 51       | Ypiranga (RS) | 1             |    |               |              |          |          |
|  |          |               |               |    |               |              |          |          |
|  | 98       | Mirassol FC   | 2             |    |               |              |          |          |
|  | 98       | Mirassol FC   | 2             |    |               |              |          |          |
|  | 22       | RB Bragantino | 3             |    |               |              |          |          |
|  | 22       | RB Bragantino | 3             | 22 | RB Bragantino | 2            |          |          |
|  |          |               |               | 22 | RB Bragantino | 2            |          |          |
|  |          | 48            | Luverdense EC | 1  |               |              |          |          |
|  | 164      | 48            | Luverdense EC | 1  | Uberlândia EC | 1            |          |          |
|  | 164      |               |               |    |               | 1            |          |          |
|  | 48       | Luverdense EC | 1             |    |               |              |          |          |

#### Gruppe 10
In der ersten Runde haben die im CBF Ranking schlechter platzierten Klubs Heimrecht. Ab der zweiten Runde sind die Mannschaften mit Heimrecht in Kursiv geschrieben. Fehlt die kursive Markierung, so hat der Sieger Heimrecht. Die Paarungssieger in Fett. Wird die Entscheidung in der zweiten Runde im Elfmeterschießen ausgetragen, so ist das Ergebnis in Klammern hinter dem eigentlichen Spielergebnis eingetragen.
|  | 1. Runde | 1. Runde        | 1. Runde       |    |                  | 2. Runde    | 2. Runde | 2. Runde |
|  |          |                 |                |    |                  |             |          |          |
|  | 79       | São Raimundo EC | 1              |    |                  |             |          |          |
|  | 10       | Cruzeiro EC     | 1              |    |                  |             |          |          |
|  | 10       | Cruzeiro EC     | 1              |    | 10               | Cruzeiro EC | 1        |          |
|  |          |                 |                |    | 10               | Cruzeiro EC | 1        |          |
|  |          | 59              | América FC     | 0  |                  |             |          |          |
|  | -        | 59              | América FC     | 0  | Real Brasília FC | 0           |          |          |
|  | -        |                 |                |    | Real Brasília FC | 0           |          |          |
|  | 59       | América FC      | 2              |    |                  |             |          |          |
|  | 59       | América FC      | 2              |    |                  |             |          |          |
|  |          |                 |                |    |                  |             |          |          |
|  | 94       | União EC        | 0              |    |                  |             |          |          |
|  | 94       | União EC        | 0              |    |                  |             |          |          |
|  | 25       | Coritiba FC     | 1              |    |                  |             |          |          |
|  | 25       | Coritiba FC     | 1              | 25 | Coritiba FC      | 3           |          |          |
|  |          |                 |                | 25 | Coritiba FC      | 3           |          |          |
|  |          | 43              | Ferroviário EC | 2  |                  |             |          |          |
|  | 150      | 43              | Ferroviário EC | 2  | Juventude (MA)   | 0           |          |          |
|  | 150      |                 |                |    |                  | 0           |          |          |
|  | 43       | Ferroviário EC  | 2              |    |                  |             |          |          |

### 3. Runde
Die dritte Runde wurde von den 20 Gewinnerteams der vorherigen sowie den 12 Vereinen gespielt, die direkt für diese qualifiziert waren. Bei einem Unentschieden entschied ein Elfmeterschießen über das Weiterkommen. Die 32 klassifizierten Clubs wurden entsprechend der Position des CBF-Rankings in zwei Blöcke unterteilt und die Paarungen per Auslosung ermittelt.
Die Ziehung für die Paarungen fand am 23. April statt. Hierfür wurden zwei Töpfe mit jeweils 16 Klubs gebildet. Die Zuordnung erfolgte nach dem Ranking des CBF.
| Topf A                   | Topf B                   |
| ------------------------ | ------------------------ |
| CR Flamengo (1)          | Fortaleza EC (18)        |
| SE Palmeiras (2)         | Atlético Goianiense (19) |
| Grêmio FBPA (3)          | RB Bragantino (22)       |
| SC Internacional (4)     | EC Vitória (23)          |
| Athletico Paranaense (5) | Coritiba FC (25)         |
| FC Santos (6)            | Avaí FC (26)             |
| SC Corinthians (7)       | CRB (31)                 |
| FC São Paulo (8)         | Vila Nova FC (34)        |
| Atlético Mineiro (9)     | Criciúma EC (42)         |
| Cruzeiro EC (10)         | Clube do Remo (50)       |
| EC Bahia (11)            | ABC Natal (52)           |
| Fluminense FC (12)       | SD Juazeirense (81)      |
| Ceará SC (14)            | Brasiliense FC (83)      |
| Chapecoense (15)         | Boavista SC (93)         |
| CR Vasco da Gama (16)    | Cianorte FC (107)        |
| América Mineiro (17)     | 4 de Julho EC (194)      |

| Datum         |                 | Gesamt          |                      | Hinspiel  | Rückspiel |
| ------------- | --------------- | --------------- | -------------------- | --------- | --------- |
| 01.06./08.06. | 4 de Julho EC   | 04:11           | FC São Paulo         | 3:2 (2:2) | 1:9 (1:3) |
| 01.06./08.06. | Cianorte FC     | 0:3             | FC Santos            | 0:2 (0:1) | 0:1 (0:1) |
| 01.06./09.06. | Boavista SC     | 1:2             | CR Vasco da Gama     | 0:1 (0:1) | 1:1 (1:0) |
| 01.06./09.06. | Vila Nova FC    | 0:2             | EC Bahia             | 0:1 (0:0) | 0:1 (0:0) |
| 02.06./09.06. | Chapecoense     | 3:4             | ABC Natal            | 3:1 (2:0) | 0:3 (0:2) |
| 02.06./09.06. | SC Corinthians  | 0:2             | Atlético Goianiense  | 0:2 (0:2) | 0:0       |
| 02.06./09.06. | Fluminense FC   | 3:2             | Red Bull Bragantino  | 2:0 (0:0) | 1:2 (0:0) |
| 02.06./09.06. | América Mineiro | 2:2 (2:3 i. E.) | Criciúma EC          | 0:0       | 2:2 (1:1) |
| 03.06./09.06. | Avaí FC         | 1:2             | Athletico Paranaense | 1:1 (0:1) | 0:1 (0:1) |
| 03.06./09.06. | CRB             | 1:1 (4:3 i. E.) | SE Palmeiras         | 0:1 (0:1) | 1:0 (1:0) |
| 03.06./09.06. | Cruzeiro EC     | 1:1 (2:3 i. E.) | SD Juazeirense       | 1:0 (0:0) | 0:1 (0:0) |
| 02.06./10.06. | Grêmio FBPA     | 2:0             | Brasiliense FC       | 2:0 (1:0) | 0:0       |
| 02.06./10.06. | Clube do Remo   | 1:4             | Atlético Mineiro     | 0:2 (0:2) | 1:2 (1:1) |
| 02.06./10.06. | Fortaleza EC    | 4:1             | Ceará SC             | 1:1 (0:1) | 3:0 (2:0) |
| 03.06./10.06. | EC Vitória      | 3:2             | SC Internacional     | 0:1 (0:0) | 3:1 (0:0) |
| 10.06./16.06. | Coritiba FC     | 0:3             | CR Flamengo          | 0:1 (0:1) | 0:2 (0:1) |

### Achtelfinale
Im Achtelfinale traten die 16 Sieger-Mannschaften aus der dritten Runde an. Die Auslosung der Paarungen erfolgte am 22. Juni 2021. Dabei kamen alle Klubs in einen Topf. Die Entscheidung zum Weiterkommen wurde in Hin- und Rückspiel ausgetragen. Sie fanden zwischen dem 27. Juli und 5. August 2021 statt.
Qualifizierte Mannschaften aus der dritten Runde sortiert nach Ligazugehörigkeit und CBF-Ranking:
| Série A                  | Série B               | Série C          | Série D             |
| ------------------------ | --------------------- | ---------------- | ------------------- |
| CR Flamengo (1)          | CR Vasco da Gama (16) | Criciúma EC (42) | ABC Natal (52)      |
| Grêmio FBPA (3)          | EC Vitória (23)       |                  | SD Juazeirense (81) |
| Athletico Paranaense (5) | CRB (31)              |                  |                     |
| FC Santos (6)            |                       |                  |                     |
| FC São Paulo (8)         |                       |                  |                     |
| Atlético Mineiro (9)     |                       |                  |                     |
| EC Bahia (11)            |                       |                  |                     |
| Fluminense FC (12)       |                       |                  |                     |
| Fortaleza EC (18)        |                       |                  |                     |
| Atlético Goianiense (19) |                       |                  |                     |

| Datum        |                      | Gesamt |                     | Hinspiel  | Rückspiel |
| ------------ | -------------------- | ------ | ------------------- | --------- | --------- |
| 27.07/03.08. | Criciúma EC          | 2:4    | Fluminense FC       | 2:1 (1:0) | 0:3 (0:1) |
| 27.07/04.08. | EC Vitória           | 0:4    | Grêmio FBPA         | 0:3 (0:1) | 0:1 (0:1) |
| 28.07/04.08. | Atlético Mineiro     | 3:2    | EC Bahia            | 2:0 (1:0) | 1:2 (0:2) |
| 28.07/04.08. | FC São Paulo         | 4:1    | CR Vasco da Gama    | 2:0 (1:0) | 2:1 (1:0) |
| 28.07/04.08. | Athletico Paranaense | 4:3    | Atlético Goianiense | 2:1 (0:0) | 2:2 (1:0) |
| 28.07/05.08. | FC Santos            | 4:2    | SD Juazeirense      | 4:0 (0:0) | 0:2 (0:2) |
| 29.07/04.08. | Fortaleza EC         | 3:1    | CRB                 | 2:1 (0:1) | 1:0 (1:0) |
| 29.07/05.08. | CR Flamengo          | 7:0    | ABC Natal           | 6:0 (4:0) | 1:0 (0:0) |

### Turnierplan ab Viertelfinale
Die Paarungen für das Viertelfinale wurden am 6. August 2021 ausgelost. Dabei kommen alle qualifizierten Klubs in einen Topf. Qualifizierte Klubs in Reihenfolge des CBF Ranking:
- Flamengo Rio de Janeiro (1)
- Grêmio FBPA (3)
- Athletico Paranaense (5)
- FC Santos (6)
- FC São Paulo (8)
- Atlético Mineiro (9)
- Fluminense FC (12)
- Fortaleza EC (18)

|  | Viertelfinale | Viertelfinale        | Viertelfinale    | Viertelfinale | Viertelfinale |    |                      | Halbfinale           | Halbfinale | Halbfinale | Halbfinale | Halbfinale |  |  | Finale | Finale | Finale | Finale | Finale |
|  |               |                      |                  |               |               |    |                      |                      |            |            |            |            |  |  |        |        |        |        |        |
|  | 5             | Athletico Paranaense | 1                | 1             | 2             |    |                      |                      |            |            |            |            |  |  |        |        |        |        |        |
|  | 6             | FC Santos            | 0                | 0             | 0             |    |                      |                      |            |            |            |            |  |  |        |        |        |        |        |
|  | 6             | FC Santos            | 0                | 0             | 0             | 5  | Athletico Paranaense | 2                    | 3          | 5          |            |            |  |  |        |        |        |        |        |
|  |               |                      |                  |               |               | 5  | Athletico Paranaense | 2                    | 3          | 5          |            |            |  |  |        |        |        |        |        |
|  |               | 1                    | CR Flamengo      | 2             | 0             | 2  |                      |                      |            |            |            |            |  |  |        |        |        |        |        |
|  | 3             | 1                    | CR Flamengo      | 2             | 0             | 2  | Grêmio FBPA          | 0                    | 0          | 0          |            |            |  |  |        |        |        |        |        |
|  | 3             |                      |                  |               |               |    | Grêmio FBPA          | 0                    | 0          | 0          |            |            |  |  |        |        |        |        |        |
|  | 1             | CR Flamengo          | 4                | 2             | 6             |    |                      |                      |            |            |            |            |  |  |        |        |        |        |        |
|  |               |                      |                  |               |               |    | 5                    | Athletico Paranaense | 0          | 1          | 1          |            |  |  |        |        |        |        |        |
|  |               | 9                    | Atlético Mineiro | 4             | 2             | 6  |                      |                      |            |            |            |            |  |  |        |        |        |        |        |
|  | 8             | FC São Paulo         | 2                | 1             | 3             |    |                      |                      |            |            |            |            |  |  |        |        |        |        |        |
|  | 18            | Fortaleza EC         | 2                | 3             | 5             |    |                      |                      |            |            |            |            |  |  |        |        |        |        |        |
|  | 18            | Fortaleza EC         | 2                | 3             | 5             | 18 | Fortaleza EC         | 0                    | 1          | 1          |            |            |  |  |        |        |        |        |        |
|  |               |                      |                  |               |               | 18 | Fortaleza EC         | 0                    | 1          | 1          |            |            |  |  |        |        |        |        |        |
|  |               | 9                    | Atlético Mineiro | 4             | 2             | 6  |                      |                      |            |            |            |            |  |  |        |        |        |        |        |
|  | 12            | 9                    | Atlético Mineiro | 4             | 2             | 6  | Fluminense FC        | 1                    | 0          | 1          |            |            |  |  |        |        |        |        |        |
|  | 12            |                      |                  |               |               |    | Fluminense FC        | 1                    | 0          | 1          |            |            |  |  |        |        |        |        |        |
|  | 9             | Atlético Mineiro     | 2                | 1             | 3             |    |                      |                      |            |            |            |            |  |  |        |        |        |        |        |

### Viertelfinale
| Datum       |                      | Gesamt |                  | Hinspiel  | Rückspiel |
| ----------- | -------------------- | ------ | ---------------- | --------- | --------- |
| 25.8./14.9. | Athletico Paranaense | 2:0    | FC Santos        | 1:0 (1:0) | 1:0 (0:0) |
| 25.8./15.9. | Grêmio FBPA          | 0:6    | CR Flamengo      | 0:4 (0:0) | 0:2 (0:0) |
| 25.8./15.9. | FC São Paulo         | 3:5    | Fortaleza EC     | 2:2 (0:0) | 1:3 (0:1) |
| 26.8./16.9. | Fluminense FC        | 1:3    | Atlético Mineiro | 1:2 (1:2) | 0:1 (0:0) |

### Halbfinale
| Datum         |                      | Gesamt |              | Hinspiel  | Rückspiel |
| ------------- | -------------------- | ------ | ------------ | --------- | --------- |
| 20.10./27.10. | Athletico Paranaense | 5:2    | CR Flamengo  | 2:2 (0:1) | 3:0 (2:0) |
| 20.10./27.10. | Atlético Mineiro     | 6:1    | Fortaleza EC | 4:0 (3:0) | 2:1 (0:0) |

### Finale
Die Ziehung des ersten Heimrechtes der Finalspiele fand am 4. November 2021 in der Zentrale des CBF in Rio de Janeiro statt.

#### Hinspiel
| Atlético Mineiro                                                         | Atlético Mineiro | Athletico Paranaense | Athletico Paranaense |
| ------------------------------------------------------------------------ | --- | --- | -------------------- |
| Atlético Mineiro                                                         | \| 12. Dezember 2021 in Belo Horizonte (Estádio Governador Magalhães Pinto) \| \| Ergebnis: 4:0 (2:0) \| \| Zuschauer: 53.181 \| \| Schiedsrichter: Bruno Arleu de Araújo \| \| Spielbericht \| | \| 12. Dezember 2021 in Belo Horizonte (Estádio Governador Magalhães Pinto) \| \| Ergebnis: 4:0 (2:0) \| \| Zuschauer: 53.181 \| \| Schiedsrichter: Bruno Arleu de Araújo \| \| Spielbericht \| | Athletico Paranaense |
| Atlético Mineiro                                                         | 22 Everson 25 Mariano 16 Igor Rabello 03 Júnior Alonso 13 Guilherme Arana 29 Allan 82. 15 Matías Zaracho 08 Jair 82. 07 Hulk 11 Keno 66. 19 Diego Costa 12. Reserve 32 Rafael 02 Guga 06 Dodô 45 Micael 20 Hyoran 23 Nathan 26 Ignacio Fernández 66. 27 Calebe 82. 37 Tchê Tchê 82. 10 Eduardo Vargas 12. 17 Jefferson Savarino 18 Eduardo Sasha Cheftrainer: Cuca | 01 Santos 34 Pedro Henrique 44 Thiago Heleno 02 Nicolás Hernández 62. 05 Marcinho 26 Erick 18 Léo Cittadini 85. 16 Abner Vinícius 84. 11 Nikão 80 David Terans 71. 79 Renato Kayzer 71. Reserve 99 Bento 06 Márcio Azevedo 08 Nicolas Vichiatto 84. 27 Zé Ivaldo 37 Lucas Fasson 19 Jáderson 42 Juninho 55 Fernando Canesin 85. 15 Jader 71. 23 Rômulo Cardoso 32 Pedro Rocha 62. 38 Vinícius Mingotti 71. Cheftrainer: Alberto Valentim do Carmo Neto | Athletico Paranaense |
| Atlético Mineiro                                                         | 1:0 Hulk (23.) 2:0 Keno (34.) 3:0 Vargas (55.) 4:0 Vargas (68.) | | Athletico Paranaense |
| Atlético Mineiro                                                         | Hulk (21.), Guilherme Arana (58.), Igor Rabello (80.) | Thiago Heleno (10.), Hernández (18.), Pedro Henrique (52.) | Athletico Paranaense |
| Atlético Mineiro                                                         | Spieler des Spiels: Keno | | Athletico Paranaense |
| 12. Dezember 2021 in Belo Horizonte (Estádio Governador Magalhães Pinto) | | |                      |
| Ergebnis: 4:0 (2:0)                                                      | | |                      |
| Zuschauer: 53.181                                                        | | |                      |
| Schiedsrichter: Bruno Arleu de Araújo                                    | | |                      |
| Spielbericht                                                             | | |                      |

#### Rückspiel
| Athletico Paranaense                             | Athletico Paranaense | Atlético Mineiro | Atlético Mineiro |
| ------------------------------------------------ | --- | --- | ---------------- |
| Athletico Paranaense                             | \| 15. Dezember 2021 in Curitiba (Arena da Baixada) \| \| Ergebnis: 1:2 (0:1) \| \| Schiedsrichter: Anderson Daronco \| \| Spielbericht \| | \| 15. Dezember 2021 in Curitiba (Arena da Baixada) \| \| Ergebnis: 1:2 (0:1) \| \| Schiedsrichter: Anderson Daronco \| \| Spielbericht \| | Atlético Mineiro |
| Athletico Paranaense                             | 01 Santos 05 Marcinho 64. 34 Pedro Henrique 27 Zé Ivaldo 16 Abner Vinícius 26 Erick 18 Léo Cittadini 46. 32 Pedro Rocha 70. 80 David Terans 88 Christian 46. 79 Renato Kayzer 40. Reserve 99 Bento 02 Nicolás Hernández 06 Márcio Azevedo 08 Nicolas Vichiatto 13 Khellven 64. 37 Lucas Fasson 19 Jáderson 70. 42 Juninho 55 Fernando Canesin 46. 15 Jader 46. 23 Rômulo Cardoso 38 Vinícius Mingotti 40. Cheftrainer: Alberto Valentim do Carmo Neto | 22 Everson 25 Mariano 16 Igor Rabello 03 Júnior Alonso 13 Guilherme Arana 29 Allan 15 Matías Zaracho 70. 08 Jair 78. 07 Hulk 76. 11 Keno 66. 10 Eduardo Vargas 63. Reserve 32 Rafael 02 Guga 04 Réver 06 Dodô 20 Hyoran 23 Nathan 26 Ignacio Fernández 63. 27 Calebe 71. 37 Tchê Tchê 78. 41 Neto 17 Jefferson Savarino 70. 18 Eduardo Sasha 78. Cheftrainer: Cuca | Atlético Mineiro |
| Athletico Paranaense                             | 1:2 Jáderson (86.) | 0:1 Keno (24.) 0:2 Hulk (75.) | Atlético Mineiro |
| Athletico Paranaense                             | Kayzer (28.), Abner Vinícius (45.+5'), Cittadini (45.+ 6') | Vargas (45.+7'), Jair (55.) | Atlético Mineiro |
| 15. Dezember 2021 in Curitiba (Arena da Baixada) | | |                  |
| Ergebnis: 1:2 (0:1)                              | | |                  |
| Schiedsrichter: Anderson Daronco                 | | |                  |
| Spielbericht                                     | | |                  |

## Die Meistermannschaft
Genannt wurden alle Spieler, die mindestens einmal im Kader standen. Die Zahlen in Klammern weisen die Anzahl der Einsätze und Tore aus.
| 2. Titel | Atlético Mineiro |
|          | - Tor: Everson (10 Spiele/kein Tor), Rafael (0/0), Matheus Mendes (0/0), Jean Carlos (0/0) - Abwehr: Réver (8/2), Júnior Alonso (8/0), Mariano (7/0), Igor Rabello (7/0), Guilherme Arana (6/1), Dodô (5/0), Nathan Silva (5/0), Guga (4/0), Micael (0/0) - Mittelfeld: Allan (9/0), Ignacio Fernández (9/1), Tchê Tchê (9/0), Jair (8/0), Matías Zaracho (7/2), Nathan (5/0), Hyoran (3/1), Calebe (3/0), Dylan Borrero (2/0), Alan Franco (1/0), Neto (2/0) - Angriff: Hulk (10/8), Eduardo Sasha (9/0), Eduardo Vargas (7/3), Keno (6/2), Jefferson Savarino (5/0), Diego Costa (3/1), Savinho (2/0), Echaporã (0/0) |

Nachstehende Spieler standen am Saisonende nicht mehr im Kader:
- Gabriel, wechselte im Juli nach Japan zum Yokohama FC, bestritt bis dahin ein Spiele (kein Tor).
- Bueno, war von Kashima Antlers aus Japan ausgeliehen und kehrte im Juli zurück, bis dahin stand er ohne Einsatz einmal im Kader.
- Marrony, wechselte im August nach Dänemark zu FC Midtjylland, bestritt bis dahin zwei Spiele (kein Tor).
- Diego Tardelli, wechselte im August zum Ligakonkurrenten FC Santos, bestritt bis dahin ein Spiele (kein Tor).

## Torschützenliste
| Platz | Spieler             | Klub                 | 1. Rd. | 2. Rd. | 3. Rd. Hin. | 3. Rd. Rück. | 1/8 Fin. Hin. | 1/8 Fin. Rück. | 1/4 Fin. Hin. | 1/4 Fin. Rück. | 1/2 Fin. Hin. | 1/2 Fin. Rück. | Final Hin. | Final Rück. | Gesamt |
| ----- | ------------------- | -------------------- | ------ | ------ | ----------- | ------------ | ------------- | -------------- | ------------- | -------------- | ------------- | -------------- | ---------- | ----------- | ------ |
| 1     | Hulk                | Atlético Mineiro     | x      | x      | 0           | 1            | 1             | 0              | 1             | 1              | 1             | 1              | 1          | 1           | 8      |
| 2     | Emiliano Rigoni     | FC São Paulo         | x      | x      | -           | 1            | 1             | 1              | 2             | 0              | x             | x              | x          | x           | 5      |
| 2     | Rossi               | EC Bahia             | 3      | 1      | 0           | 0            | 0             | 1              | x             | x              | x             | x              | x          | x           | 5      |
| 3     | Wellington Paulista | Fortaleza EC         | 0      | 0      | 1           | 0            | 2             | 1              | 0             | 0              | -             | 0              | x          | x           | 4      |
| 3     | David               | Fortaleza EC         | 1      | 0      | 0           | 2            | 0             | 0              | 0             | 1              | -             | 0              | x          | x           | 4      |
| 3     | Renato Kayzer       | Athletico Paranaense | x      | x      | 1           | 0            | 0             | 1              | 1             | 0              | 1             | 0              | 0          | 0           | 4      |
| 3     | Pablo               | FC São Paulo         | x      | x      | -           | 3            | 1             | 0              | 0             | 0              | x             | x              | x          | x           | 4      |
| 3     | Vanílson            | Manaus FC            | 3      | 1      | x           | x            | x             | x              | x             | x              | x             | x              | x          | x           | 4      |

Legende: - = Spieler wurde nicht eingesetzt, x = Spieler kann nicht mehr teilnehmen

### Hattrick
| Spieler  | Klub         | Gegner           | Ergebnis | erzielte Tore | Spieltag | Quelle |
| -------- | ------------ | ---------------- | -------- | ------------- | -------- | ------ |
| Rossi    | EC Bahia     | Campinense Clube | 7:1      | 23′, 27′, 48′ | 1. Runde | [ 15 ] |
| Vanílson | Manaus FC    | Jaraguá EC       | 4:1      | 10′, 34′, 72′ | 1. Runde | [ 16 ] |
| Pablo    | FC São Paulo | 4 de Julho EC    | 9:1      | 22′, 56′, 82′ | 3. Runde | [ 17 ] |

## Auszeichnungen

### 1. Runde
Ende März wurde die Auswahlmannschaft für die 1. Runde bekannt gegeben. Dieses waren:
- Tor: Lucão (Vasco da Gama)
- Abwehr: Gabriel Cassimiro (Boavista), Belão (Caldense), Kanu (Botafogo), Juninho Capixaba (Bahia)
- Mittelfeld: Raul Lô Gonçalves (Bragantino), Chiquinho (Santa Cruz), Belão (São Raimundo)
- Angriff: Rossi (Bahia), Vanilson (Manaus), Pipico (Santa Cruz)

### 2. Runde
Am 17. April wurde die Auswahlmannschaft für die 2. Runde bekannt gegeben. Dieses waren:
- Tor: Jaílson (4 de Julho)
- Abwehr: Cáceres (Cruzeiro), Germán Conti (Bahia), Maurício Ribeiro (Cianorte), Rael (Cianorte)
- Mittelfeld: Anderson Uchôa (Remo), Andrey (Vasco), Kanu (Juazeirense), Claudinho (Bragantino)
- Angriff: Artur (Bragantino), Léo Gamalho (Coritiba)

### 3. Runde
Am 18. Juni wurde die Auswahlmannschaft für die 3. Runde bekannt gegeben. Dieses waren:
- Tor: Diogo Silva (CRB)
- Abwehr: Dudu (Atlético-GO), Gum (CRB), Luan Peres (Santos), Daniel Narazé (Juazeirense)
- Mittelfeld: Ignacio Fernández (Atlético-MG), Yago (Fluminense), Nenê (Fluminense)
- Angriff: Pablo (São Paulo), Hulk (Atlético-MG), Ricardinho Viana (Grêmio)

## Diverses

### Sponsoren
Hauptsponsor des Wettbewerbs ist das brasilianische Tech-Unternehmen Intelbras. Neben diesem traten elf weitere Sponsoren auf, Continental Brasil, Elo Participações, Claro TV, Sportsbet.io, SIL Brasil, Sicredi, Vonder, Quartzolit, MAG Seguros, Pitú und Snickers.

### Prämien
Am 4. März 2021 gab der CBF die Aufteilung der ausgesprochenen Prämien bekannt. In den ersten beiden Runden werden die Vereine in drei Gruppen eingeteilt. Ab der dritten Stufe sind die Prämien für alle Teilnehmer gleich. Der Titelgewinner kann bis zu 73,6 Mio. Real gewinnen.
- Erste Runde: 560 Tausend Real (Gruppe III), 990 Tausend Real (Gruppe II) oder 1,15 Millionen Real (Gruppe I)
- Zweite Runde: 675 Tsd. Real (Gruppe III), 1,07 Mio. Real (Gruppe II) oder 1,35 Mio. Real (Gruppe I)
- Dritte Runde: 1,7 Mio. Real
- Achtelfinale: 2,7 Mio. Real
- Viertelfinale: 3,45 Mio. Real
- Halbfinale: 7,3 Mio. Real
- Zweiter Platz: 23 Mio. Real
- Titelgewinn: 56 Millionen Real
- Die erste Gruppe besteht aus den 15 besten Klubs aus dem CBF Ranking. Flamengo, Palmeiras, Grêmio, Internacional, Athletico, Santos, Corinthians, São Paulo, Atlético-MG, Cruzeiro, Bahia, Fluminense, Botafogo, Ceará, Chapecoense.
- Die zweite Gruppe besteht aus den 7 weiteren Klubs aus der Campeonato Brasileiro Série A 2021. América-MG, Atlético-GO, Bragantino, Cuiabá, Fortaleza, Juventude, Sport.
- Die dritte Gruppe besteht aus 58 weiteren Klubs.